# 3707-es mellékút (Magyarország)
A 3707-es számú mellékút egy valamivel több, mint 4,5 kilométeres hosszúságú, négy számjegyű mellékút Borsod-Abaúj-Zemplén vármegye északi részén. A 39-es főút gibárti szakaszától húzódik Pere központjáig; Hernádbűd község egyetlen közúti megközelítési útvonala.

## Nyomvonala
Gibárt belterületén ágazik ki a 39-es főútból, annak a 4+900-as kilométerszelvénye közelében, az út Hernád-hídjának bal parti hídfőjétől nem messze, nagyjából déli irányban. Széchenyi utca néven húzódik a belterület déli széléig, amit mintegy 800 méter megtétele után ér el. 1,3 kilométer után szeli át Hernádbűd határát, e község első házait valamivel kevesebb, mint 2,5 kilométer után éri el; Rákóczi utca néven húzódik végig a falun, melynek déli szélét 3,6 kilométer után hagyja maga mögött. Kevéssel ezután már Pere határai között folytatódik, a falu első házait a negyedik kilométere közelében éri el. Kossuth utca néven ér véget, beletorkollva a 3704-es útba, annak a 6+950-es kilométerszelvénye táján.
Teljes hossza, az országos közutak térképes nyilvántartását szolgáló kira.kozut.hu adatbázisa szerint 4,680 kilométer.

## Települések az út mentén
- Gibárt
- Hernádbűd
- Pere